# Dositeu de Samaria
Dositeu de Samaria va ser un heretge cristià fundador d'una secta gnòstica que va viure entre els segles I i II. Se sap molt poc d'aquest personatge, cosa que fa que sigui difícil incloure'l en alguna corrent gnòstica concreta, però es pensa que pertanyia al gnosticisme jueu i no al cristià.
Hegèsip el menciona entre els cinc fundadors de sectes palestines. Orígenes diu d'ell que es va proclamar Messies i que insistia en l'observança del Sàbat. Les Homilies Pseudoclementines el fan nascut a Samaria i diuen que va ser deixeble de Joan Baptista, i mestre de Simó el Mag, que el va succeir en la direcció de la secta. Orígenes també diu que en el seu temps, els dositeus eren només una trentena, però al segle x encara se'ls menciona.